# Mohsen Mahmoud
Mohsen Ramadan Mahmoud (El Cairo, 11 de marzo de 1998) es un jugador de balonmano egipcio que juega de lateral derecho en el Al Ahly. Es internacional con la selección de balonmano de Egipto.
Su primer gran campeonato con la selección fue el Campeonato Mundial de Balonmano Masculino de 2021.

## Palmarés internacional
| Campeonato Africano | Campeonato Africano | Campeonato Africano | Campeonato Africano |
| Año                 | Lugar               | Medalla             |                     |
| ------------------- | ------------------- | ------------------- | ------------------- |
| 2022                | Egipto              | Medalla de oro      |                     |
| 2024                | Egipto              | Medalla de oro      |                     |

## Clubes
| Club          | País   | Año         |
| ------------- | ------ | ----------- |
| Heliopolis HT | Egipto | 2016 - 2020 |
| Al Ahly       | Egipto | 2020 - Act. |